# Вечір (частина доби)

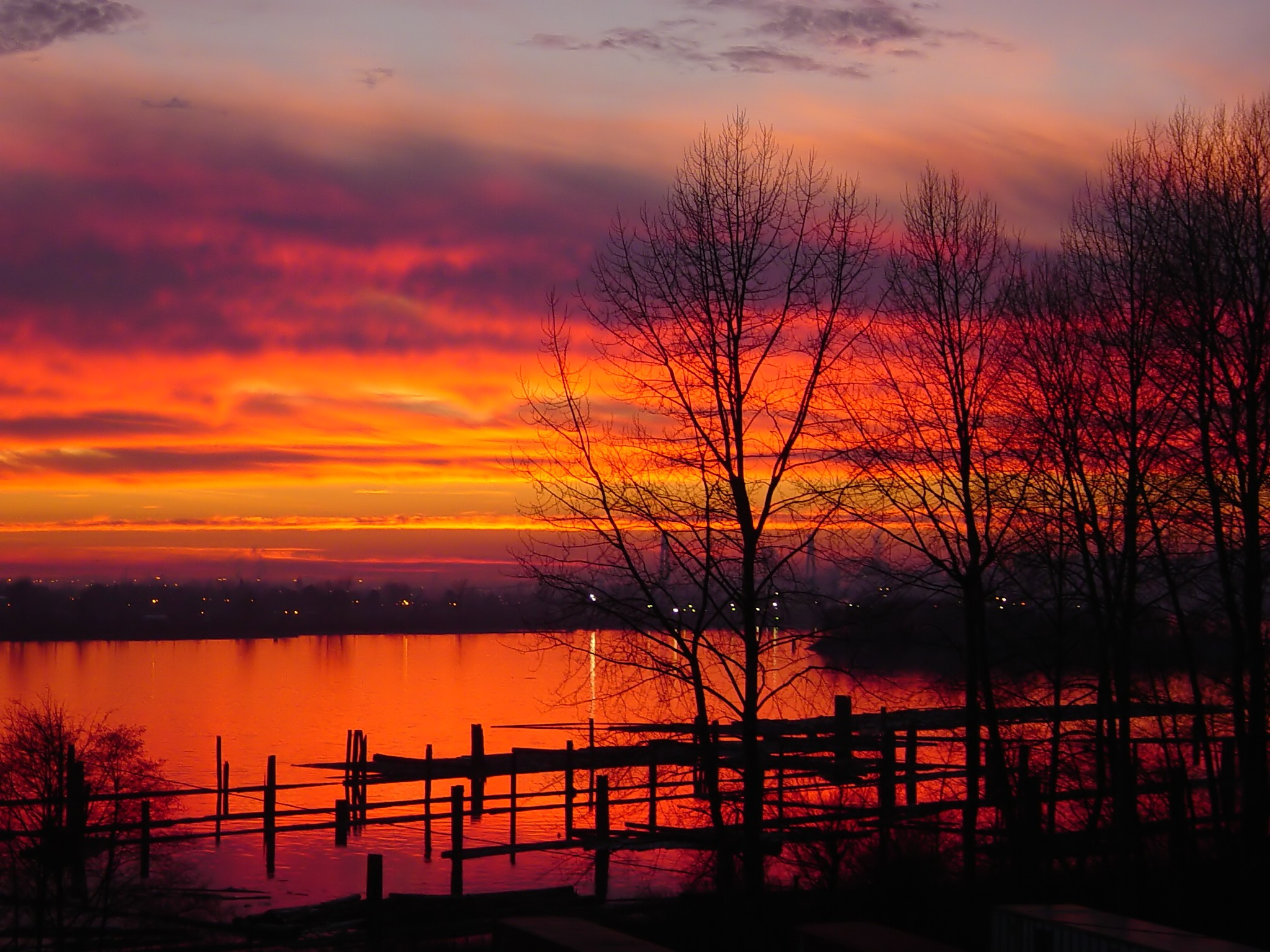
Сутінки в Коквітламі, Британська Колумбія, Канада

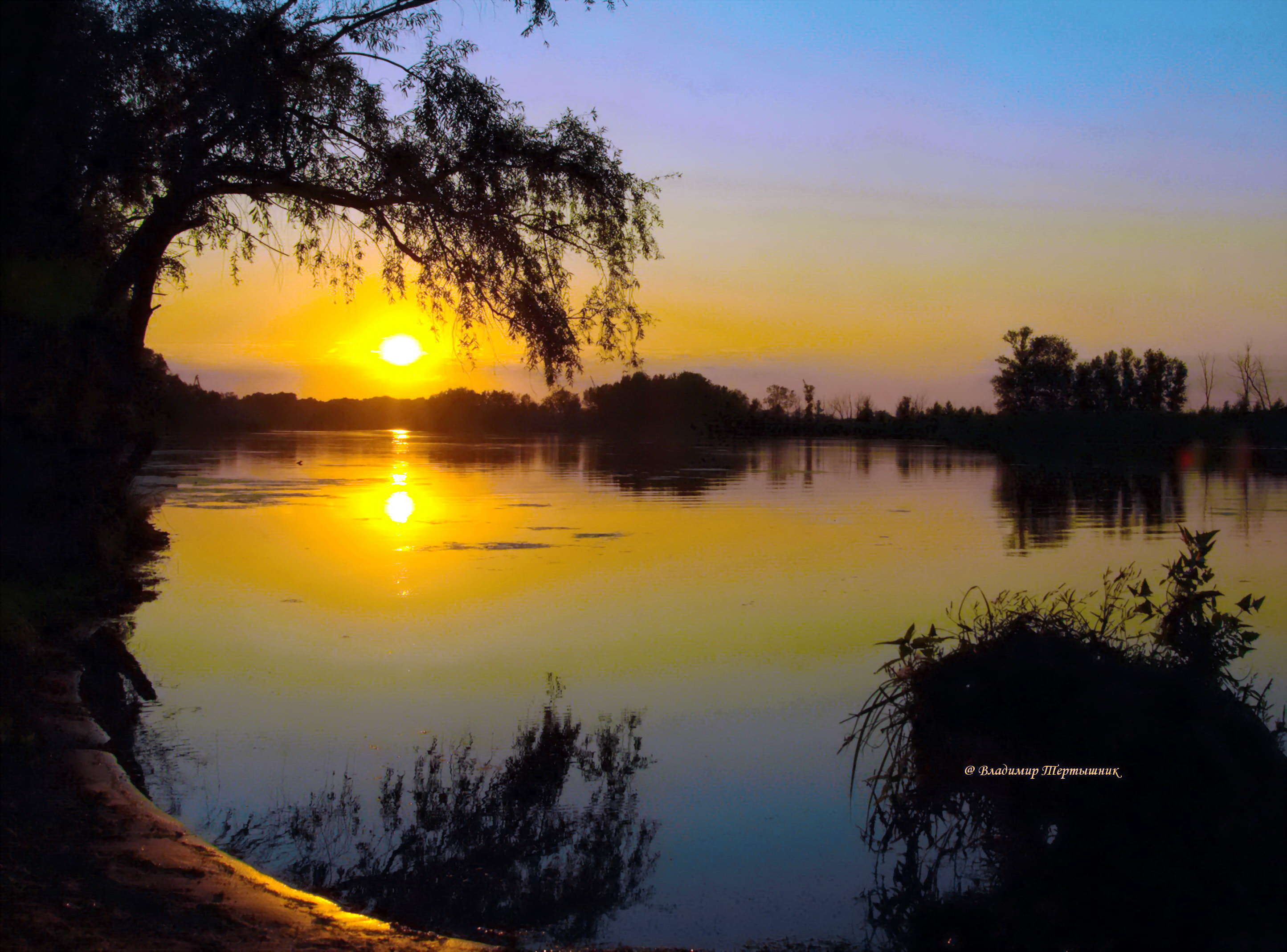
Вечір на р. Самара

Вечір — час доби, який настає за днем та передує ночі. Іноді його початок пов'язують з досягненням сонцем горизонту і початком сутінків, однак, у залежності від пори року це трапляється в різний час. Чіткіше визначення тривалості вечора — від 16:00 до 00:00.[джерело?]

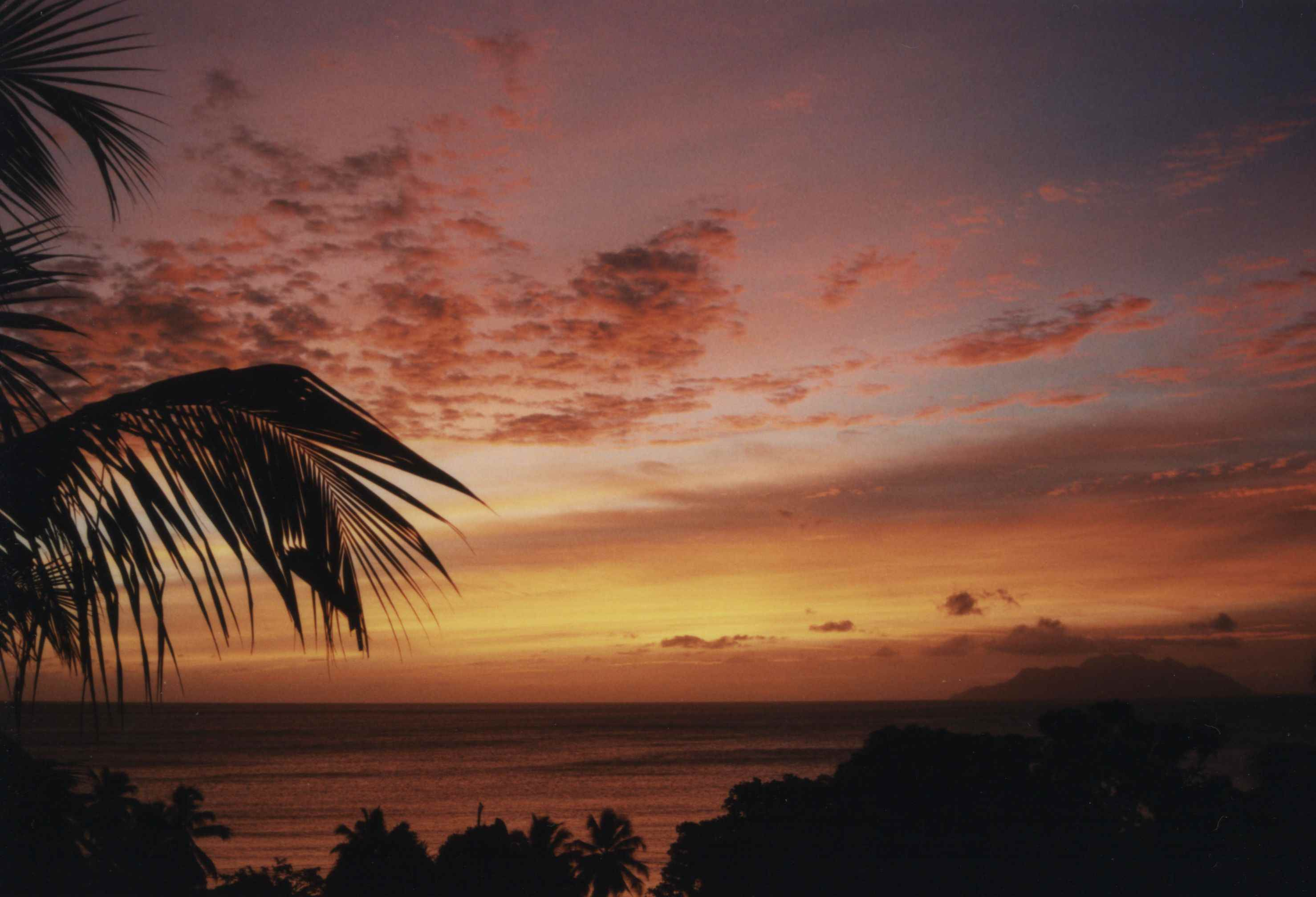
Вечір в Парамбікуламі, Керала, Індія

Трапеза, яка приймається ввечері, називається вечерею. Через те, що до вечора у більшості людей закінчується робочий день, для багатьох він є періодом відпочинку і вільного часу. Вечір є найціннішим ефірним часом на телебаченні, тому що в цей час перед телевізором знаходиться найбільша кількість глядачів. Як правило, вечір є тим часом доби, на яке намічається проводження бенкетів, свят і вечірок, в який проводяться театральні вистави тощо. З цієї причини святкування, зустрічі, бенкети називаються також словом «вечір».

## Етимологія
Є такі версії походження слова вечір
- Останнім часом слов’янські і балтійські форми зіставляються з лит. úkti «хмаритися», úkanas «хмарний», ùnksna «тінь».
- псл. ѵеčеrъ ‹*veker-;
- споріднене з лит. vãkaras, лтс. vakars, можливо, також лат. vespera, гр. εσπέρα, ірл. fescor, вірм. gišer
- всі індоєвропейські форми зводяться, до двох основ: балтосл. *uekerо і гр.-лат.-кельт. *uespero; за Бругманом (IF 13, 158), іє. *uе- відбите в дінд. ava, au- «вниз», a *-kero – в дінд. kiráti «розсипає, кидає, шпурляє», kara«промінь світла», гр. σκαίρειν «стрибати, танцювати», лат. coruscus «тремтячий, виблискуючий»; звідси *uekero можна розуміти як «внизу (за обрієм) тремтячий промінь»;
- з цими словами зіставляється також айн. ukura «вчора увечері», ukuran «ніч»